# KZ Moringen

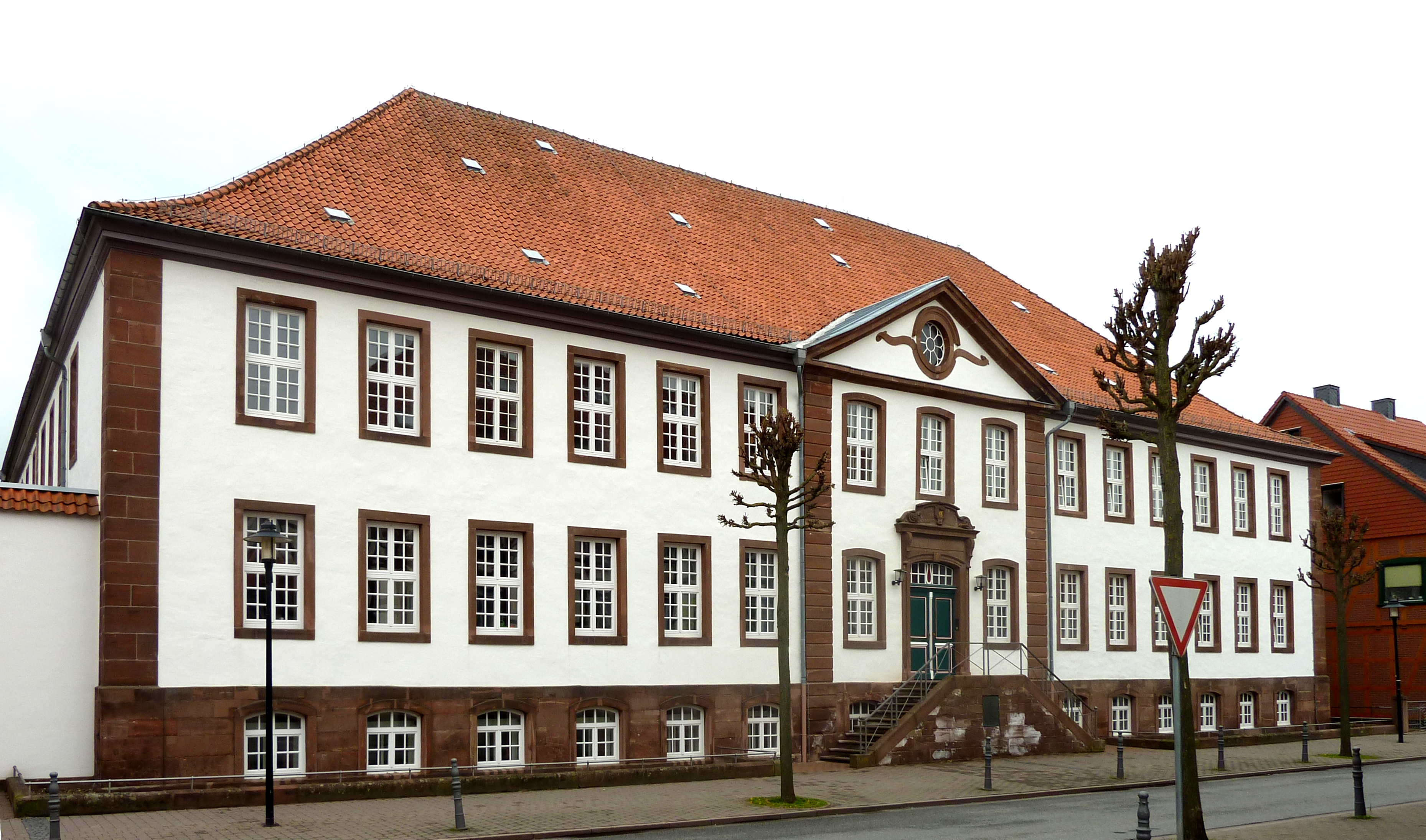
Die frühere Kommandantur des KZ Moringen, heute Sitz des MRVZN Moringen

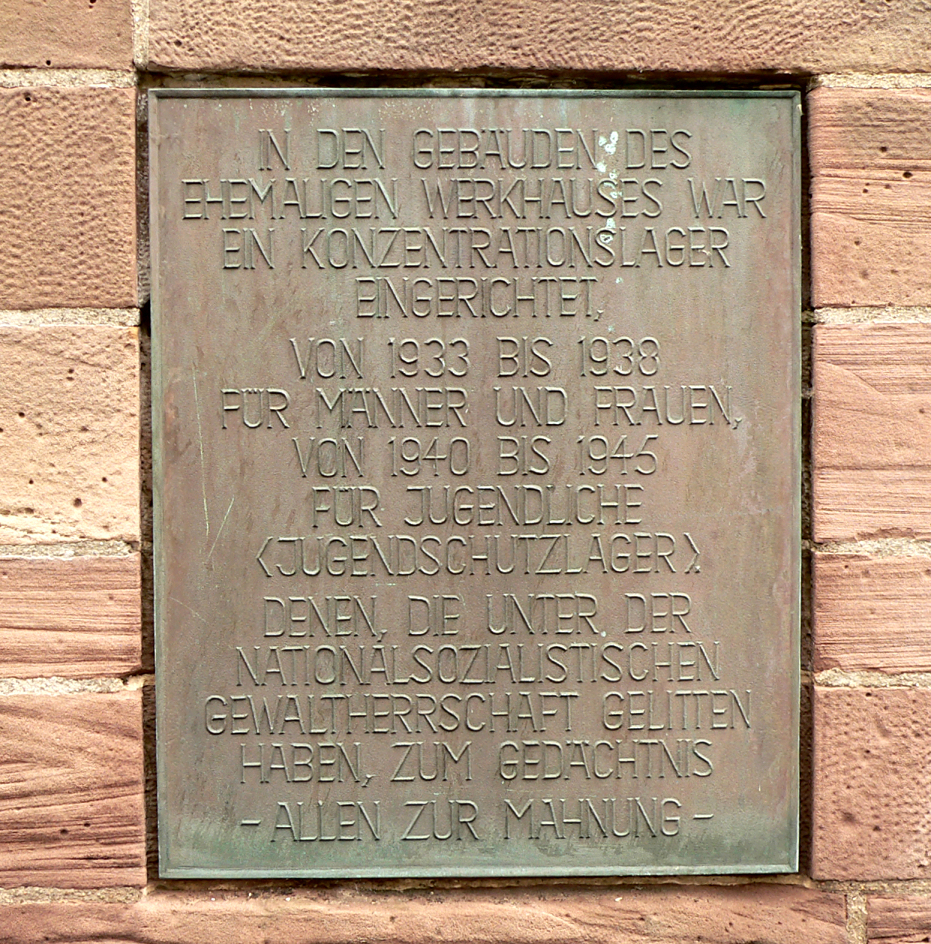
Gedenktafel an der früheren Kommandantur

Das KZ Moringen war ein Konzentrationslager im niedersächsischen Moringen im Landkreis Northeim. Es war in einem Gebäude untergebracht, das 1732 als Waisenhaus errichtet wurde und seit 1866 als Landeswerkhaus diente. Dies war eines von über 50 Arbeitshäusern, die seit dem 19. Jahrhundert im Deutschen Reich bestanden. Das KZ diente nacheinander der Inhaftierung von Männern, Frauen und Jugendlichen.

## Geschichte

### Männerkonzentrationslager
Von April 1933 bis Juli 1933 betrieb das preußische Innenministerium das Männer-KZ in Moringen. Als Lagerkommandanten waren Polizeioffiziere eingesetzt, als Bewacher Schutz- und Hilfspolizisten. Ab August 1933 übernahmen SS-Kommandanten die Aufsicht in den Lagern, die Willkür und Gewalt als Mittel ihrer Herrschaft vor Ort einsetzten. Im Oktober 1933 begann die Verlegung der noch nicht entlassenen männlichen Häftlinge in die Konzentrationslager im Emsland und in das Konzentrationslager Oranienburg.

### Frauenkonzentrationslager
Zwischen Juni 1933 und Oktober 1933 bestand in Moringen zunächst eine „Schutzhaftabteilung“ für Frauen, ab Oktober 1933 ein Frauenkonzentrationslager, in dem während seines gesamten Bestehens insgesamt etwa 1350 Frauen inhaftiert waren, darunter auch Lotte Hahm, Gertrud Keen und Eva Mamlok. Während der Anteil der Zeugen Jehovas in den Konzentrationslagern vor Kriegsbeginn durchschnittlich 5–10 Prozent betrug, stellten die Zeuginnen Jehovas im Frauen-KZ Moringen zeitweise fast 90 Prozent der Inhaftierten. Dieses Lager wurde im Frühjahr 1938 endgültig aufgelöst und die übrigen Frauen in das Konzentrationslager Lichtenburg überstellt.

### Jugendkonzentrationslager
Vom Juni 1940 bis zur Befreiung im April 1945 diente ein Teil des Moringer Werkhauses unter der euphemistischen Bezeichnung „Jugendschutzlager“ als Jugendkonzentrationslager für Jugendliche und junge Männer im Alter von 13 bis 22 Jahren und war dem Reichssicherheitshauptamt, Amt V (Reichskriminalpolizeiamt), Referat V A 3 unter Regierungs- und Kriminalrätin Friederike Wieking unterstellt. Ihre Taten werden derzeit im Rahmen der Forschung untersucht.
Als Lagerkommandant fungierte SS-Sturmbannführer Karl Dieter. Lagerarzt im Männer-, Frauen- und Jugendlager war durchgehend Otto Wolter-Pecksen.
Das Jugendkonzentrationslager für männliche Jugendliche im Moringer Werkhaus wurde auf Anregung von Reinhard Heydrich als erstes dieser Art eingerichtet. Die Häftlinge wurden nach vermeintlichen charakterlichen und biologischen Merkmalen und Eigenschaften auf mehrere „Blöcke“ verteilt:
- Beobachtungsblock (B-Block)
- Block der Untauglichen (U-Block)
- Block der Störer (S-Block)
- Block der Dauerversager (D-Block)
- Block der Gelegenheitsversager (G-Block)
- Block der fraglich Erziehungsfähigen (F-Block)
- Block der Erziehungsfähigen (E-Block)
- Stapo-Block (ST-Block), mit politisch-oppositionell eingestuften Jugendlichen (von kommunistischen Widerstandskämpfern bis hin zur nonkonformistischen Swing-Jugend)

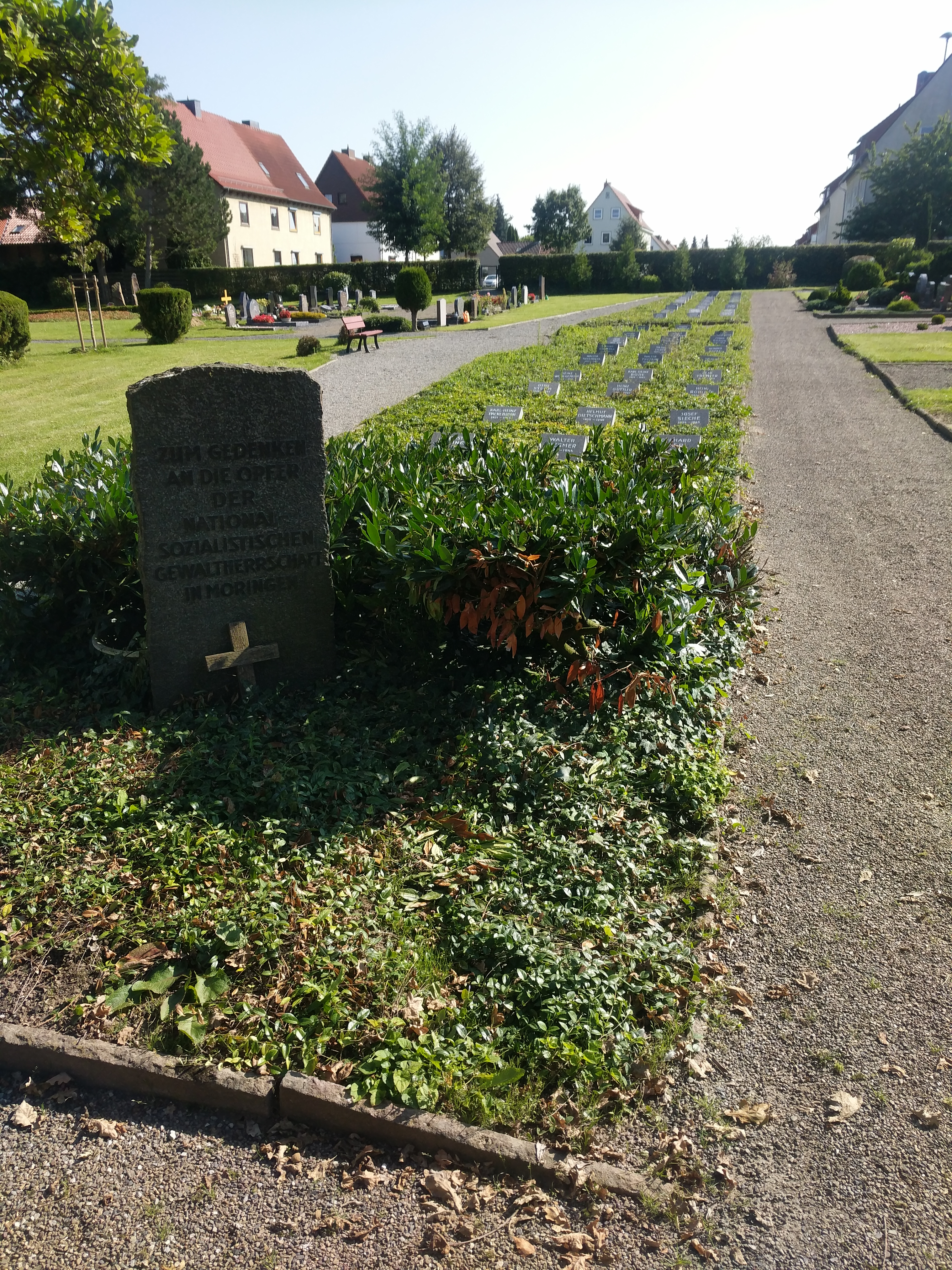
1988 angelegtes Gräberfeld der Opfer des Jugendkonzentrationslagers Moringen auf dem Moringer Friedhof

Die Blockzuweisung bestimmte über den Grad der Entrechtung und darüber, ob der Haft in Moringen die Überstellung in ein weiteres KZ, in eine Anstalt, zur Wehrmacht, in den Arbeitsdienst oder die Freilassung folgte. Eine Entlassung war allein möglich für Häftlinge, denen die „Erziehungsfähigkeit“ zugesprochen wurde. Die Entlassungswahrscheinlichkeit war gering. Von 273 Jugendlichen, die bis zum 1. Oktober 1943 wieder – meistens durch Verlegung in andere Haft-, aber auch Heil- und Pflegeanstalten – ausgeschieden waren, wurden letztlich nur 26 entlassen, fünf von ihnen in den Reichsarbeitsdienst.
Die Blockaufteilung ging zurück auf den Arzt und Rassenhygieniker Robert Ritter, Leiter der Rassenhygienischen Forschungsstelle beim Reichsgesundheitsamt. Ritter betrieb seit 1937 die systematische Erfassung der „fremdrassigen“ „Zigeuner“ sowie der zahlreichen „deutschblütigen“ als „asozial“ bzw. „gemeinschaftsfremd“ etikettierten Bevölkerungsgruppen. Seit 1941 leitete er zusätzlich das Kriminalbiologische Institut der Sicherheitspolizei (KBI), dessen Aufgabe er darin sah, unter „kriminalbiologischen Gesichtspunkten alle jugendlichen Gemeinschaftsfremden“ festzustellen, „gegen die aus Gründen der Vorbeugung polizeiliche Maßnahmen durchgeführt“ werden müssten. Jungen und junge Männer, die Ritter als „geistig defekt“ und als „krankhaft entartet“ betrachtete, sollten in Moringen, Mädchen und junge Frauen im Jugend-KZ Uckermark inhaftiert werden. „In geeigneten Arbeitslagern“, so Ritter zynisch, könnten sie „viel Nützliches leisten“. Ritter regte auch Zwangssterilisationen an, die dann vom Lagerarzt und dem Kommandanten beantragt und in der Universitätsklinik Göttingen vollzogen wurden.
Die Jugendlichen mussten in verschiedenen Werkstätten innerhalb und außerhalb des Lagers arbeiten, unter anderen für die Heeres-Munitionsanstalt in Volpriehausen oder für private Unternehmen der Region wie den kriegswichtigen Hersteller von Elektromotoren und Ventilatoren Piller in Moringen.
Die Arbeitskraft der Jugendlichen wurde bis zur völligen körperlichen Auszehrung ausgenutzt. Im Sommer 1942 verhungerten einige Jugendliche. Andere begingen Suizid. Ein Fall von Erschießung „auf der Flucht“ ist bekannt.
Moringen wurde am 9. April 1945 befreit. Drei Tage vorher fanden „Evakuierungen“ in Richtung Harz statt, die Kranken blieben im Lager zurück.
Bis zur Befreiung wurden etwa 1400 Jugendliche in Moringen eingewiesen. Die genaue Zahl der den Lagerbedingungen und Gewaltattacken des Personals und anderer zum Opfer Gefallenen ist unbekannt. Innerhalb des Lagers waren es mindestens 56.

## Lager gleicher oder ähnlicher Funktion
- KZ Uckermark für Mädchen und junge Frauen in unmittelbarer Nähe des KZs Ravensbrück
- Seit 1942 das „Polen-Jugendverwahrlager Litzmannstadt“ in Łódź für polnische Kinder und Jugendliche, in dem nach vorsichtigen Schätzungen etwa 500 Kinder und Jugendliche ums Leben kamen.[5]

Außenlager des KZ Moringen wurden im September 1943 in Berlin-Weißensee und im Juli 1944 in Volpriehausen eingerichtet.

## Nach 1945

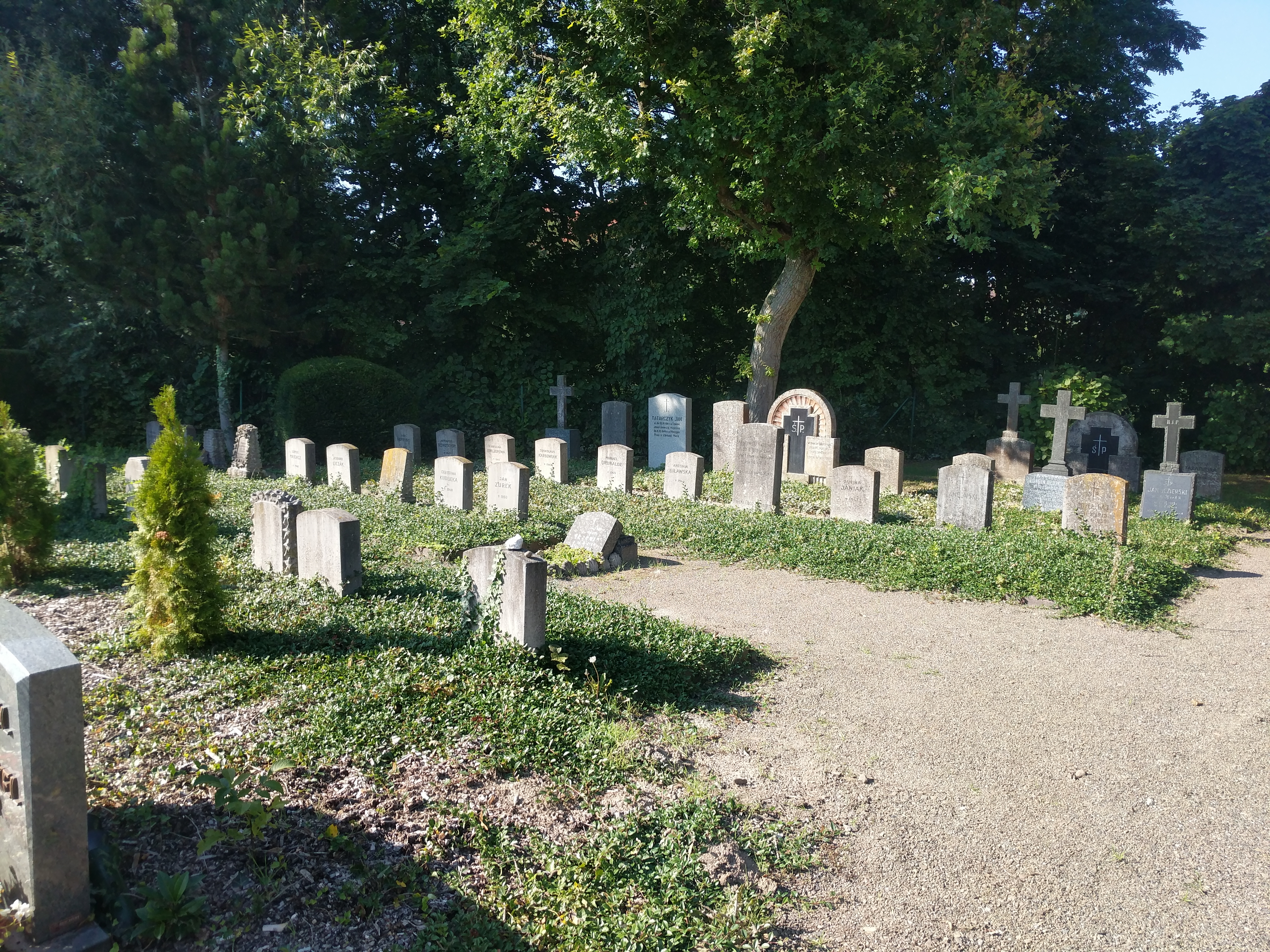
Teilansicht des Teils des Moringer Friedhof mit Gräbern von Zwangsarbeitern und Displaced Persons

Nach der Befreiung des KZ Anfang April 1945 wurde auf dem Gelände ein DP-Lager errichtet, das bis 1951 betrieben wurde.
Seit 1993 befindet sich auf dem Gelände des ehemaligen KZs eine Gedenkstätte, die vom 1989 gegründeten Verein „Lagergemeinschaft und Gedenkstätte KZ Moringen e. V.“ betrieben wird. Ein Großteil der alten Gebäude wurde abgerissen. An ihrer Stelle und in Teilen der historischen Bauwerke befindet sich heute das Maßregelvollzugszentrum (MRVZ) Moringen, ein forensisch-psychiatrisches Krankenhaus, in dem in erster Linie durch Gerichtsbeschluss gemäß §§ 63, 64 StGB eingewiesene Patienten untergebracht und behandelt werden.
In dem ehemaligen Einbecker Tor, Lange Straße 58, befindet sich die KZ-Gedenkstätte Moringen.
Der Trägerverein der Gedenkstätte wurde für sein Engagement 1994 mit dem Paul-Dierichs-Preis ausgezeichnet. Seit 1999 ist die Gedenkstätte Einsatzstelle des österreichischen Gedenkdienstes.

## Bekannte Häftlinge
- Siehe: Kategorie:Häftling im KZ Moringen

## Filme
- Versuch einer Berührung, Bundeszentrale für politische Bildung (Video und 16-mm):
- Als wenn nie etwas gewesen wäre … (Norddeutscher Rundfunk, 1991, 29 Minuten)
- Störenfriede nach Block S (Hessischer Rundfunk, 1992, 45 Minuten)
- Ich habe nie "Heil Hitler" gesagt. Gertrud Keen – ein deutsches Schicksal von Veral Leiser 1990. (45 Min.)
- Es kann nicht jeder ein Held sein. Gertrud Keen in: Berliner Zeitzeugen aus dem antifaschistischen Widerstand. Ein Film von Loretta Walz 1993 (darin 20 Min.).

## Theaterstücke
- Die Besserung, Stille Hunde Theaterproduktionen Göttingen (2011)
- It don't mean a thing…, Compagnie Nik München (2015)
- Swing Heil, Brunner & Barscheck (2016)